# Les Nuits électroniques de l'Ososphère
Les Nuits électroniques de l’Ososphère est un festival pluridisciplinaire autour des cultures numériques, qui se tient tous les ans à Strasbourg. Elles sont nées en 1997 autour de l’activité développée à La Laiterie dans le champ des musiques actuelles.
L’espace de deux nuits, le festival investit tout un quartier de Strasbourg dans une logique de dialogue artistique avec l’espace urbain. L’ensemble du quartier fait ainsi l’objet d’une redéfinition complète, en termes d’occupation et de mise en mouvement du site, et accueille :
– 6 espaces scéniques et dance floors proposant plus de 60 concerts ou DJ sets ;
– un double espace intérieur consacré aux arts numérique, notamment arts visuels et arts en réseau.
Le travail sur les ambiances, les climats, l’identité des espaces et des moments, est fondamental du projet des Nuits Électroniques de l’Ososphère et permet un dialogue entre les publics et l’action qui se déroule sur le site.
L’aspect des lieux, leur architecture, interpellé par des artistes, constitue le décor dans lequel se fait l’expérience artistique.
Le lieu est le décor original d’un événement qui joue avec ses espaces, ses volumes, ses perspectives, ses circulations, sa situation géographique mais également ses passés et ses présents, sa fréquentation.

## Programmation

### 2011
Samedi 10 décembre 2011
Agoria, Para One, Kap Bambino, Mondkopff, Make The Girl Dance, Taarwater, Logo, Kitsuné Club Night feat Is Tropical, Jerry Bouthier, Classixx

### 2010

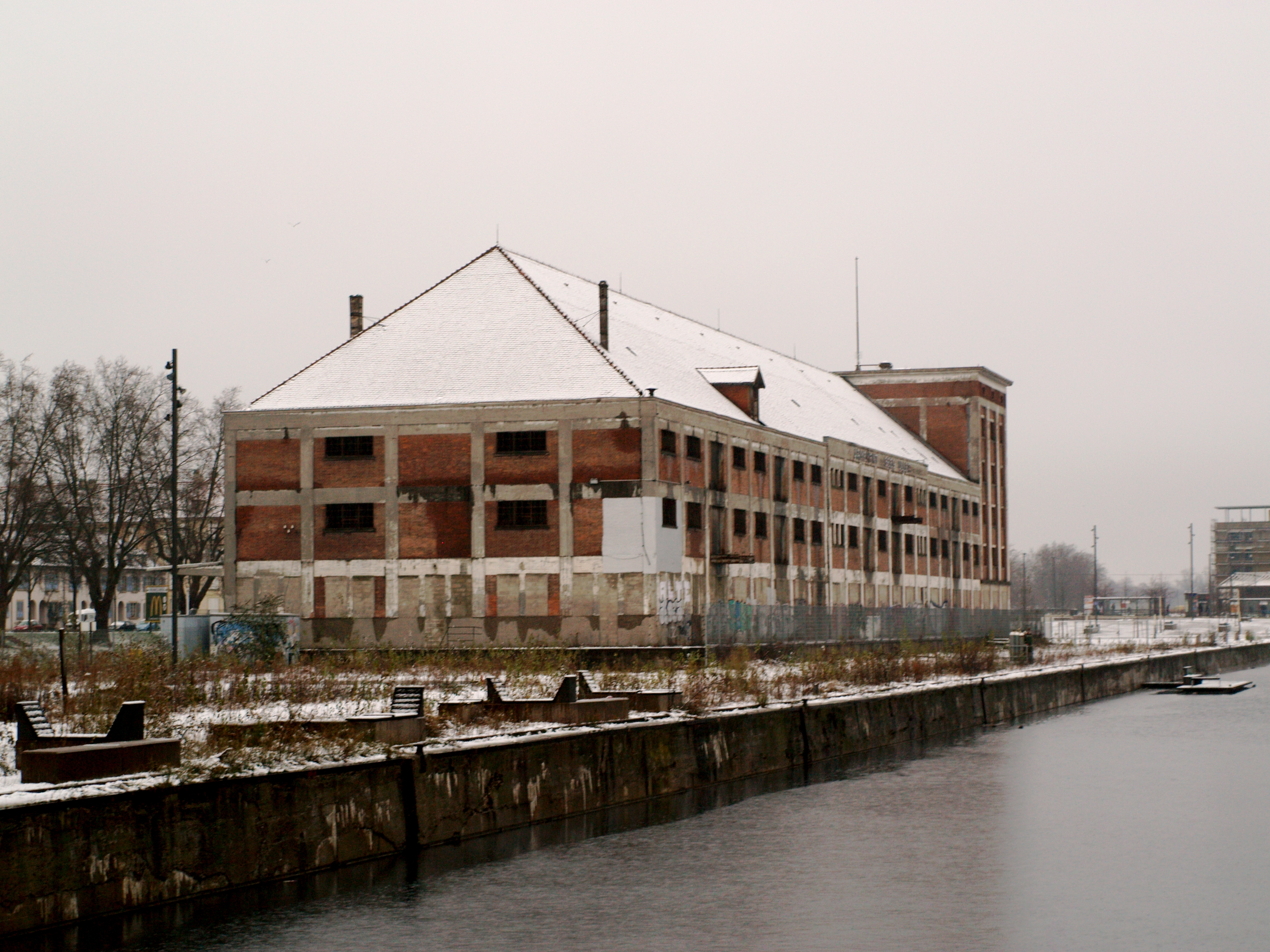
Le Môle de la friche Seegmuller.

L'année 2010 n'a pas vu de programmation classique, puisqu'il a été décidé d'étendre les activités de l'Ososphère sur toute la saison 2010/2011. Des expositions, performances et concerts ont donc eu lieu sporadiquement tout le long de l'année, notamment à La Laiterie, à l'Aubette et dans le bâtiment désaffecté des usines Seegmuller (« Le Môle » ), sur la presqu'île Malraux, destiné à être réhabilité en centre culturel par la suite.

### 2009
Les Nuits électroniques de l'Ososphère se sont déroulées les vendredi 25 et samedi 26 septembre 2009.
Vendredi 25 septembre 2009
antipasti #1 : The Orb
antipasti #2 : Laurent Garnier (concert)
nuit #1 : Digitalism dj set, Mr Scruff long dj set, Nathan Fake live, Plaid live, Art Brut concert, Sinden dj set, Agoria dj set, Au Revoir Simone concert, Chinese Man live, Sexy Sushi concert, Elvis Perkins in Dearland concert, Fredo Viola concert, Kap Bambino concert, Djedjotronic & noob, Rone live, Data dj set, divine Floor avec Danton Eeprom, Zombie Nation, Sei A live, Get the Curse ...
Samedi 26 septembre 2009
antipasti #3 : Raekwon
antipasti #4 : Les Tambours du Bronx
nuit #2 : Yuksek live, Goldie dj set, DJ Krush dj set, Scratch Perverts, Riton dj set, Punish Yourself concert, Alec Empire with Nico Endo of Atari Teenage Riot, Chase & Status live, Beat Torrent Live, DJ Kentaro dj set, Naive New Beaters concert, Krazy Baldhead live, Y.A.S live, Buraka Som Sistema concert, General Elektriks concert, Doctor Flake live, The Heavy concert, Molecule concert, Partyharders squad feat Little Mike, DJ Pone, Mon Colonel & Shore, Jackson, Caterva, audiotrauma night with Sonic Area, Ambassador21, Twinkle, Chrysalide, Lewsor

### 2008
Les Nuits électroniques de l'Ososphère se sont déroulées les vendredi 26 et samedi 27 septembre 2008.
Vendredi 26 septembre 2008
antipasti #1 : The Dø, I'm from Barcelona
antipasti #2 : Sébastien Tellier
nuit #1 : Boys noize dj set, Goose dj set, D.I.M live, Dave Clarke dj set, Gregor Tresher dj set, Karotte dj set, Ed Banger Floor avec SebastiAn, Feadz, Krazy Baldhead, Busy P, dIVINE Flor avec Apparat live, DJ Kiki live, Sascha Funke dj set, Axel Bartsch dj set, Wire, Kiko long dj set, Think Twice live, Black Lips, Ebony Bones live, Minitel Rose live, Pivot live
Samedi 27 septembre 2008
antipasti #3 : Dub Incorporation
antipasti #4 : De La Soul
nuit #2 : Erol Alkan dj set / Roni Size & MC Dynamite, Surkin dj set,
Étienne de Crécy dj set, Brodinski dj set, Puppetmastaz live, PPP aka Platinum Pied Pipers live, EZ3kiel live, Saul Williams live / Scratch Perverts live, Elisa do Brasil & Miss Trouble MC dj set, Crystal Castles live / Daisy aka Mandragore dj set, Dr Macabre live, Madmanic aka Mark Teknokrates dj set, DSL live, Fumuj live, Electric Electric, DJ Netik dj set, DJ Knuckles dj set, Loo & Placido dj set, Naive New Beaters
Arts numériques :
Artellement, Delfine b, Cécile Babiole, Cécile Beau, Pierre Belouin, David Burrows, Sébastien Cabour, Pierre Laurent Cassiere, Raphael Charpentié, Aurélie Damon, Mathias Delplanque, Vincent Elka, EXYZT, Arno Fabre, Thierry Fournier, Guillaume Greff, Philip Griffiths, Groupedunes, Michel Guillet, Jannick Guillou, Isa Belle, Laetitia Legros, Caroline Leloup, Philippe Lepeut, Rainier Lericolais, Katherine Liberovskaia, François Martig, Thierry Martin, Joachim Montessuis, Collectif MU, Phill Niblock, Paradise Now, Aki Onda, Laurent Pernot, Philippe Petitgenêt, Poptronics, Cyprien Quairiat, Radio En Construction, Etienne Rey, Anne Roquigny, Sébastien Roux, Antoine Schmitt, Paul Souviron, Malka Spigel, Lydwine Van Der Hulst, Christian Zanési…

### 2007
Les Nuits électroniques de l'Ososphère se sont déroulées les vendredi 28 et samedi 29 septembre 2007.
- Vendredi 28 septembre : DJ Hell, The Cinematic Orchestra, Wax Tailor, Kill the DJ feat Ivan Smagghe, Chloe, Guet, Hextatic, Hocus Pocus, Andy C & MC Dynamite, Scratch Massive, Ed Rush & Optical, Crazy B, DJ Kentaro, Teenage Bad Girl, Missill, Redeyes, yuksek...

- Samedi 29 septembre : Front 242, Treponem Pal, Micropoint, Nathan Fake, Thomas Schumacher, Gus Gus, Radium, The Dead 60s, Architecture in Helsinki, R-Zac, John Lord Fonda, Fixmer & McCarthy, Adam Kesher, Institubes Paris terror club' feat Para One, Surkin, Das Glow, D ! v ! ne feat Swayzak, Radio Slave, Hawnay Troof, Matzak, Danton Eeprom, Klanguage...

### 2006
Le festival s'est déroulé les vendredi 29 et samedi 30 septembre 2006.
- Vendredi 29 septembre : Alex Kid, Alexx, Amon Tobin, Apparat, Apparat Organ Quartet, DAAU, Dat Politics, DJ Craze & MC Armani, DJ Funk, DJ Fresh, DJ Mehdi, DJ Science & Big Red, Dr Vince, Ellen Allien, Enhancer, Grooverider, James Taylor, Joakim, Krazy Baldhead, Le Son du Peuple, Linton Kwesi Johnson & the Dennis Bovell Dub Band, Losoul, Matthew Dear, MIG, Modeselektor, Motor, Mr Maqs, OMR, Para One, Poni Hoax, Reverse Engineering, Sayag Jazz Machine, Wise in Time.
- Samedi 30 septembre : Adam Beyer, Agoria, Automat, Chaos-Bringer, Crystal Distortion, Die Krupps, Erik Sumo Band feat. Erszi Kiss, Faust, Funkstörung feat. Phon.O, Hot Chip, Improvisators Dub, Le Klub des 7, Mad Professor & Joe Ariwa, Manu le Malin, Matmos, Matthew Herbert, Matthieu, Moshpit, Murmure, Noze, Odessa, Oomph!, Radio 4, Rimshot, Schneider TM, Speedy J, T.Raumschmiere, Tekel, Terry T & MC Demolition Man, The DJ Producer, The Rapture, The Tape vs RQM, Two Lone Swordsmen, Urban Ski, Yuksek.

### 2005
Le festival s'est déroulé les vendredi 30 septembre et samedi 1er octobre 2005.
- Vendredi 30 septembre : Agoria, Château Flight, Christian Vogel, Felix Da Housecat, Gilb'R, Hilight Tribe, I:Cube, James Holden, Jennifer Cardini, Joakim, Killing Joke, Marianne Faithfull, Michael Mayer, Nathan Fake, One Self (feat. DJ Vadim, Yarah Bravo & Blu Rum 13), Rubin Steiner, Seeed, Sir Samuel, Tarwater, Telepopmusik, The Glimmers, The Modernist, Tobias Thomas, Versatile Orchestra, Wang Lei, Zenzile.
- Samedi 1er octobre : Birdy Nam Nam, Buck 65, Daisy aka Mandragore, Dave Clarke, dEUS, Digitalism, DJ Ben, DJ Marky & MC Stamina, Elisa do Brasil feat. DJ Pone & MC Verse, Fat London, Jeff Amadeus, Kiki, Killa Carltoon & PM, La Phaze, Le Cercle Noir, Mass Hysteria, Mikrob, Missill, Munk, Radium, Ralph Myers & the Jack Herren Band, Raw-T, Rhythm & Sound feat. Paul St. Hilaire, Smash TV, Soldout, Steeple Remove, Sylvie Marks & Hal 9000, The Hacker, The Outside Agency, Vitalic, The Young Gods.